# ウリヤンカダイ
ウリヤンカダイまたはウリヤンハタイ（モンゴル語:ᠤᠷᠢᠶᠠᠩᠬᠠᠳᠠᠢ、転写:Uriyangqadai, Uryankhatai、1200年 - 1271年）は、モンゴル帝国・元朝に活躍した将軍。モンゴル系のウリャンカイ部出身のスベエデイの息子。アジュの父。『元史』などの漢語表記では兀良合台・兀良哈台、『集史』などのペルシア語表記では اوريانكقداى بهادر Uriyānkqadāī Bahādur。

## 生涯

### 遼東遠征
オゴデイの治世において、金朝遠征の翌年、1233年3月に遼東方面を領有していた 大真国の蒲鮮万奴を討伐することが決議され、オゴデイの長子グユクとカチウン家のアルチダイが派遣されたが、ウリヤンカダイはこの遠征でグユクに扈従して蒲鮮万奴の軍を撃破する功績を上げた。

### ヨーロッパ遠征
1236年にはじまるバトゥの西方遠征（バトゥの西征）では再びグユクや父スベエデイらとともに従軍した。途中、グユクは遠征軍総司令のバトゥと諍いしたためオゴデイの命令によってモンゴル本土へ召還されたが、ウリヤンカダイはその後もバトゥの遠征軍のもとでピャスト朝のポーランド王国（孛烈児）を攻撃（モンゴルのポーランド侵攻）するなど東欧での作戦に従事していたようである。

### クリルタイ（1248年）
1248年にグユクが没した後、グユクの第一皇后オグルガイミシュが摂政監国となり自子を次期モンゴル皇帝に推戴するためクリルタイの開催を目論んだが、ウリヤンカダイはジョチ家やトルイ家の王族たちとともにバトゥの遠征軍にも参加していたトルイ家の長子モンケの推戴を主張し、ジョチ家とトルイ家によってモンケ擁立のクリルタイが開かれたが、これをオグルガイミシュからの使者が謀反を疑い詰問したところ、ウリヤンカダイは「これはクリルタイによってすでに議決されたことである」と主張し論破したという。

### 雲南遠征
1251年、モンケが第4代モンゴル皇帝に即位すると、南宋遠征の一環として雲南・大理遠征が議決された。南宋遠征軍の右翼軍の大将としてクビライが任じられると、ウリヤンカダイはこの宿将に任じられた。翌1252年に息子のアジュ（阿朮）をともなって四川方面に南下して金沙江を渡り大理国に迫った。クビライの右翼軍は大理を包囲して降伏させ、大理国王段興智を捕虜とした（段興智は旧領を安堵されて、管領として摩訶羅嵯に封じられた）。雲南に都元帥が置かれ、この功績によりウリヤンカダイは大元帥となった。
この時、クビライは兄である皇帝モンケと戦線の方針を巡って対立があったようで、クビライは南宋遠征軍の司令官から更迭させられ、本拠地の上都金蓮川へ北還したが、ウリヤンカダイは右翼軍の指揮権を委譲されて、後にチャガタイ王家の第6代当主となるアビシュカ、カチウン家のチャクラ、エジルなどの王族たちとともにそのまま雲南の遠征軍のうちに留め置かれた。ウリヤンカダイの右翼軍はそのまま南征したのち北に取って返し、東方三王家の首班テムゲ・オッチギン家の当主タガチャルの指揮する左翼軍が襄陽を陥落させ、鄂州で合流する計画であったという。

### 元越戦争
1257年、さらに南下して安南こと陳朝大越国に入り（モンゴルのベトナム侵攻）、大羅城（ハノイ）を包囲して陳朝皇帝陳煚の軍を破り、服属させた。陳朝には三年一貢を課したという。

### 南宋遠征
安南から北上して南宋を攻め、湖南方面から首都臨安に迫る勢いであった。同時にモンケが兄弟やその他の王族諸侯たちともに本軍を率いて四川に入り、戦線に復帰したクビライはタガチャルとともに中都燕京から開封へ南下し、鄂州を攻撃する計画であったという。1259年8月18日、モンケが合州（現在の重慶市）の包囲中に釣魚山で陣没すると、雲南のモンケ本軍は北に向かって撤収を開始した。
ウリヤンカダイの右翼軍は南方に孤立する形になり、退路を求めて広西の桂林・湖南・江西の各都市を攻撃しながらも華南方面をさまようことになった。9月下旬にクビライは長江北岸まで来ており、ここでモンケの訃報に接した（半月程前の汝南駐留中に既に非公式的ながらクビライ陣営にも訃報が届いていたようである）が、ウリヤンカダイの軍を回収するためそのまま長江を渡って対岸の鄂州を包囲した。3カ月クビライはこの地に留まり、南宋側と賈似道率いる部隊と停戦交渉を行った。
この最中にウリヤンカダイ軍はようやくクビライ側と連絡が取れるようになったため、クビライはモンケの名代として南宋遠征に加わった全軍に撤退命令を下し、ウリヤンカダイ軍と合流するため副官で正妃チャブイの甥にあたるバアトルを殿軍として残し、12月23日に翌年のクリルタイ開催を見越し鄂州を発ち、長江を渡って本拠地である北の上都開平府へ急行した。その後ウリヤンカダイ軍とバアトル率いる軍と合流したが、1260年3月に停戦の取り決め通りに両軍が船橋を掛けられた長江を渡ろうとしたところ、賈似道の軍から攻撃を受けた。損害そのものは軽微だった。

### モンゴル帝国帝位継承戦争
ウリヤンカダイとバアトルの諸軍はクビライ選出のクリルタイから約4カ月後の1260年5月には上都開平府に到着した。同月、カラコルムのクリルタイで選出されたアリクブケがカアンに即位。二人のカアンが並立すると、以降にはクビライとアリクブケの間で皇位継承戦争が勃発するが、ウリヤンカダイはクビライを支持した。

### 晩年
これ以降のウリヤンカダイの事蹟は殆ど記録にないが、中統3年（1262年）の山東の漢人軍閥の李璮の挙兵には、ジョチ・カサル家の王族のカピチ率いる討伐軍の後方部隊として息子のアジュを派遣するなどしている。至元6年（1271年）に71歳で没した。

## 子孫
漢文史料の『元史』には闊闊帯（kuòkuòdài）と阿朮（āzhú）という2人の息子がいたことが記録されており、この2名はそれぞれ『集史』のكوكچو（kūkuchū）とآجو（ājū）に相当すると考えられている。

### ココチュ/ココテイ
『集史』によると、スブタイ自らが率いていた「千人隊（ミンガン）」を継承したのはココチュであったという。このココチュは『元史』に記される「都元帥ココテイ」と同一人物とみられ、李璮の鎮圧鎮圧直後に陣没した。死後、その地位は兄弟のアジュに引き継がれた。

### アジュ
南宋遠征の副将格として活躍し、南宋の平定に大きな功績を残した。

## ウリヤンカン部スブタイ家
- 千人隊長スブタイ（Sübe'etei ＞速別額台/sùbiéétái,سوبداى/sūbdā'ī）
  - 大元帥ウリヤンカダイ（Uriangqadai ＞兀良合台/wùliánggĕtái,اوريانكقداى/ūrīānkqadāī）
    - 都元帥ココチュ/ココテイ（Kököčü/Kökötei ＞闊闊帯/kuòkuòdài,كوكچو/kūkuchū）
    - 都元帥・中書左丞相アジュ（Aju ＞阿朮/āzhú,آجو/ājū）
      - 河南王ブリルギテイ（Bürilgitei ＞卜憐吉帯/bŭliánjídài）
        - 江浙行省平章政事トントン（Tongtong ＞童童/tóngtóng）